# São João (Itajaí)
São João é um bairro de Itajaí, Santa Catarina. Fica em região central, entre os bairros Centro, Vila Operária, São Judas, São Vicente e Barra do Rio. Dados do Censo de 2010 apontam uma população de 12.207 pessoas. A estimativa de população para 2017, segundo parâmetros de cálculo do IBGE para o município, é de 14.153 pessoas.
Após a construção da primeira capela os moradores do Banhado do Jacaré, decidiram organizar uma festa junina para angariar recursos para melhorar as condições da igreja e da comunidade. Decidiram homenagear São João Batista com uma fogueira que foi acesa no dia 24 de junho. A partir daí, a capela ficou conhecida como a capela da festa de São João, todos os anos virou tradição a realização da festa que acabou dando o nome a capela e também ao bairro, que passou a condição de Paróquia São João Batista com a chegada do Padre Agostinho em 1968 [carece de fontes?].